# Gianni Demadonna
Gianni Demadonna (* 14. Juni 1954) ist ein italienischer Leichtathletik-Manager und ehemaliger Langstreckenläufer.

## Sportliche Karriere
Zwischen 1982 und 1987 nahm Demadonna an vier Crosslauf-Weltmeisterschaften teil mit dem 44. Rang bei seinem ersten Start als bester Platzierung. 1983 siegte er beim Cross di Cossato und 1986 beim Cross della Vallgarina. Sein größter Erfolg auf der Bahn war der Gewinn der italienischen Meisterschaft im 10.000-Meter-Lauf 1984.
Außerdem sammelte er zahlreiche Siege bei Straßenläufen, darunter drei beim Giro al Sas (1980, 1983 und 1985) sowie sechs beim Giro Podistico di Rovereto (1979 und 1981–1985). Außerdem belegte er beim New-York-City-Marathon 1987 in persönlicher Bestleistung von 2:11:53 Stunden den zweiten Platz hinter dem Kenianer Ibrahim Hussein.

## Laufbahn als Manager
Demadonnas Agentur Demadonna Athletics Promotions mit Sitz in Trient betreut zahlreiche Spitzenathleten, darunter vorwiegend ostafrikanische Mittel- und Langstreckenläufer. Zu den bekanntesten Athleten des Rennstalls zählen der Olympiasieger Wilfred Bungei, die Weltrekordhalterin Mary Jepkosgei Keitany sowie die Weltmeister Yusuf Saad Kamel, Jaouad Gharib und Dorcus Inzikuru. Viele der afrikanischen Athleten verbringen Teile ihrer Saison in Trient. Zudem betreibt Demadonna seit 2007 im kenianischen Iten ein Trainingslager unter Leitung von Gabriele Nicola.
Darüber hinaus unterstützt Demadonna Athletics Promotions die Organisatoren des Turin Marathons und des BOclassic bei der Verpflichtung von Spitzenläufern und ist Veranstalter des Giro al Sas.